# ستيف غوردون (لاعب اتحاد الرغبي)
ستيف غوردون (بالإنجليزية: Steve Gordon)‏ هو لاعب اتحاد الرغبي نيوزيلندي، ولد في 16 مايو 1967 في تي أواموتو ‏ في نيوزيلندا.

## وصلات خارجية
- ستيف غوردون عل موقع إسبنسكروم (الإنجليزية)